# Setques
Setques [sɛk] est une commune française située dans le département du Pas-de-Calais en région Hauts-de-France.
La commune fait partie de la communauté de communes du Pays de Lumbres qui regroupe 36 communes et compte 24 187 habitants en 2021.
Le territoire de la commune est situé dans le parc naturel régional des Caps et Marais d'Opale.

## Géographie

### Localisation
Localisée dans le nord-est du département du Pas-de-Calais, Setques est une commune de la vallée de l'Aa située, à vol d'oiseau, à 3 km au nord-est de la commune de Lumbres, dont elle est limitrophe, et à 8 km au sud-ouest de la commune de Saint-Omer (aire d'attraction et chef-lieu d'arrondissement).
Le territoire de la commune est limitrophe de ceux de six communes.
Les communes limitrophes sont Leulinghem, Elnes, Esquerdes, Lumbres, Quelmes et Wisques.

### Hydrographie
Le territoire de la commune est situé dans le bassin Artois-Picardie.
La commune est traversée par le fleuve l'Aa, un cours d'eau naturel de 56 km, qui prend sa source dans la commune de Bourthes et se jette dans le canal de Neufossé au niveau de la commune de Saint-Omer.

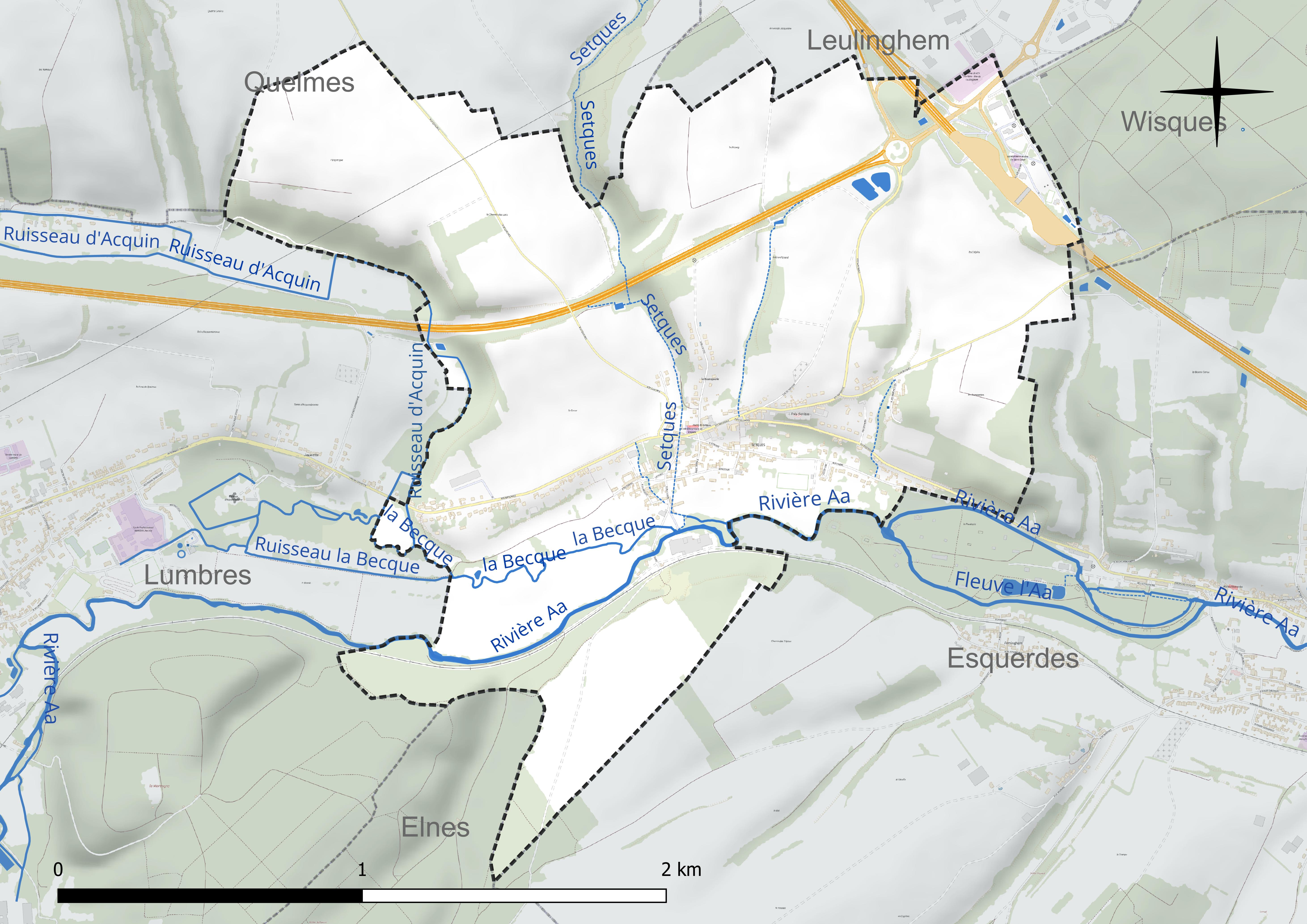
Réseau hydrographique de Setques.

### Climat
Pour des articles plus généraux, voir Climat des Hauts-de-France et Climat du Pas-de-Calais.
En 2010, le climat de la commune est de type climat océanique altéré, selon une étude du CNRS s'appuyant sur une série de données couvrant la période 1971-2000. En 2020, Météo-France publie une typologie des climats de la France métropolitaine dans laquelle la commune est exposée à un climat océanique et est dans la région climatique Côtes de la Manche orientale, caractérisée par un faible ensoleillement (1 550 h/an) ; forte humidité de l’air (plus de 20 h/jour avec humidité relative > 80 % en hiver), vents forts fréquents.
Pour la période 1971-2000, la température annuelle moyenne est de 10,2 °C, avec une amplitude thermique annuelle de 13,6 °C. Le cumul annuel moyen de précipitations est de 885 mm, avec 13 jours de précipitations en janvier et 8,5 jours en juillet. Pour la période 1991-2020, la température moyenne annuelle observée sur la station météorologique la plus proche, située sur la commune de Nielles-lès-Bléquin à 10 km à vol d'oiseau, est de 10,6 °C et le cumul annuel moyen de précipitations est de 976,9 mm,. Pour l'avenir, les paramètres climatiques de la commune estimés pour 2050 selon différents scénarios d'émission de gaz à effet de serre sont consultables sur un site dédié publié par Météo-France en novembre 2022.

### Milieux naturels et biodiversité

#### Espace protégé
La protection réglementaire est le mode d’intervention le plus fort pour préserver des espaces naturels remarquables et leur biodiversité associée.
Dans ce cadre, la commune fait partie d'un espace protégé : le parc naturel régional des Caps et Marais d'Opale, d’une superficie de 132 499 hectares réparties sur 154 communes, géré par le syndicat mixte d'aménagement et de gestion du parc naturel régional des Caps et Marais d'Opale.

#### Zones naturelles d'intérêt écologique, faunistique et floristique
L’inventaire des zones naturelles d'intérêt écologique, faunistique et floristique (ZNIEFF) a pour objectif de réaliser une couverture des zones les plus intéressantes sur le plan écologique, essentiellement dans la perspective d’améliorer la connaissance du patrimoine naturel national et de fournir aux différents décideurs un outil d’aide à la prise en compte de l’environnement dans l’aménagement du territoire.
Le territoire communal comprend quatre ZNIEFF de type 1 :
- la Vallée de l'Aa entre Lumbres et Wizernes, d’une superficie de 168 hectares et d'une altitude variant de 25  à   36 mètres. Ce site se rattache à l'ensemble écologique constitué par la moyenne vallée de l’Aa et ses versants entre Remilly-Wirquin et Wizernes (ZNIEFF de type 2)[11] ;
- le coteau de Setques, d’une superficie de 27 hectares et d'une altitude variant de 35  à   85 mètres. Ce site, remarquable par son relief, sa pente abrupte et sa hauteur (environ 70 mètres), est constitué, dans sa partie inférieure de craies marneuses du Turonien moyen et inférieur, puis de craies blanches à silex du Turonien supérieur et du Sénonien surmonté d’une couche d’argile à silex[12] ;
- la montagne de Lumbres, d’une superficie de 294 hectares et d'une altitude variant de 36  à   143 mètres. Ce site situé sur le versant droit de la vallée de l’Aa, au sud-est de Lumbres, est un vaste promontoire boisé[13] ;
- les coteaux d’Acquin-Westbécourt, du val de Lumbres et au nord de Setques, d’une superficie de 140 hectares et d'une altitude variant de 70  à   100 mètres[14].

et deux ZNIEFF de type 2 : 
- la moyenne vallée de l’Aa et ses versants entre Remilly-Wirquin et Wizernes. La moyenne vallée de l’Aa et ses versants représentent un remarquable ensemble écologique associant des habitats très différents constituant des complexes de végétations souvent complémentaires[15] ;
- la vallée du Bléquin et les vallées sèches adjacentes au ruisseau d’Acquin. Cette ZNIEFF se situe sur les marges septentrionales du Haut-Pays d’Artois, en bordure des cuestas du Boulonnais et du pays de Licques[16].

Carte des ZNIEFF de type 1 et 2 sur la commune
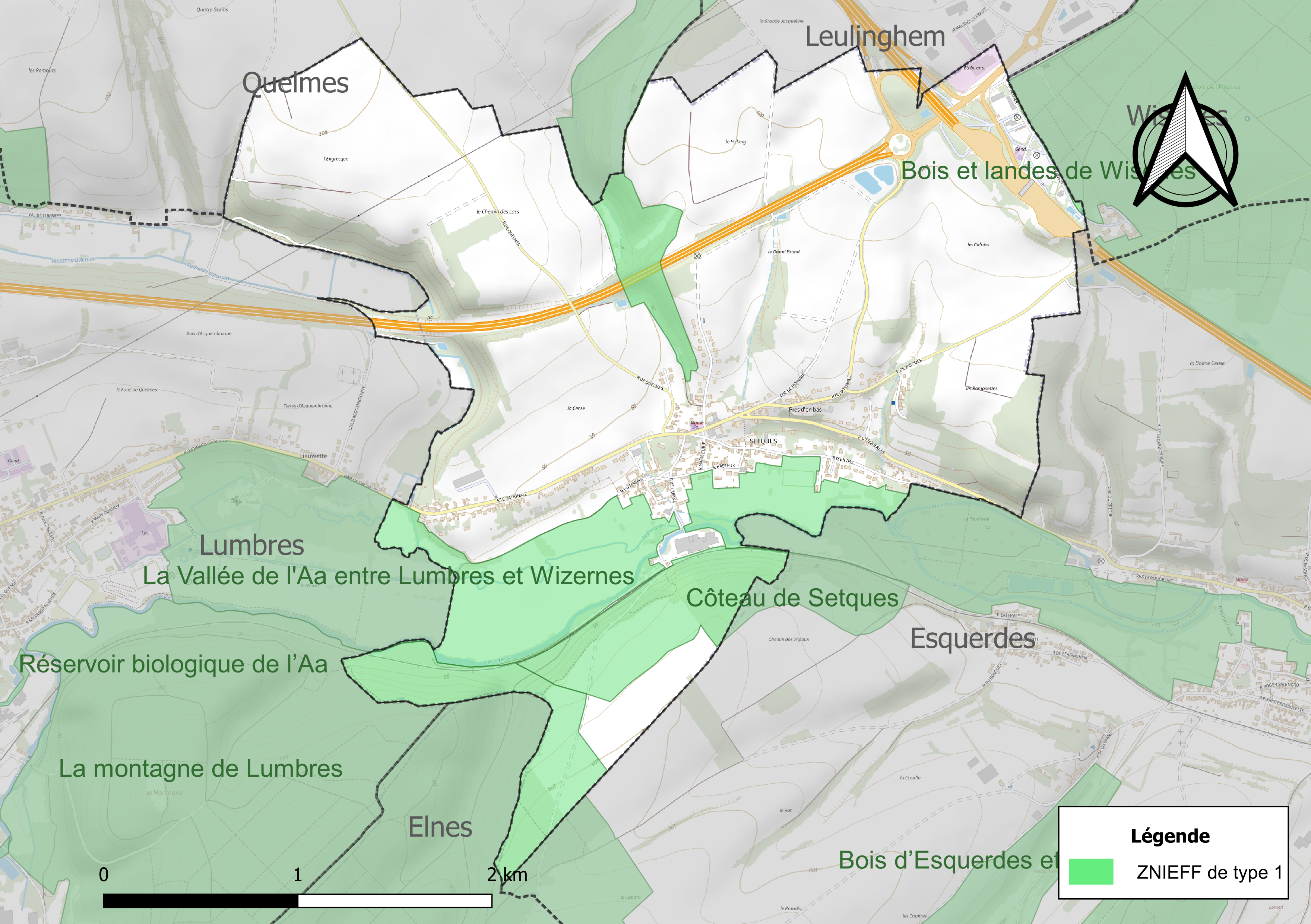
Carte des ZNIEFF de type 1 sur la commune.
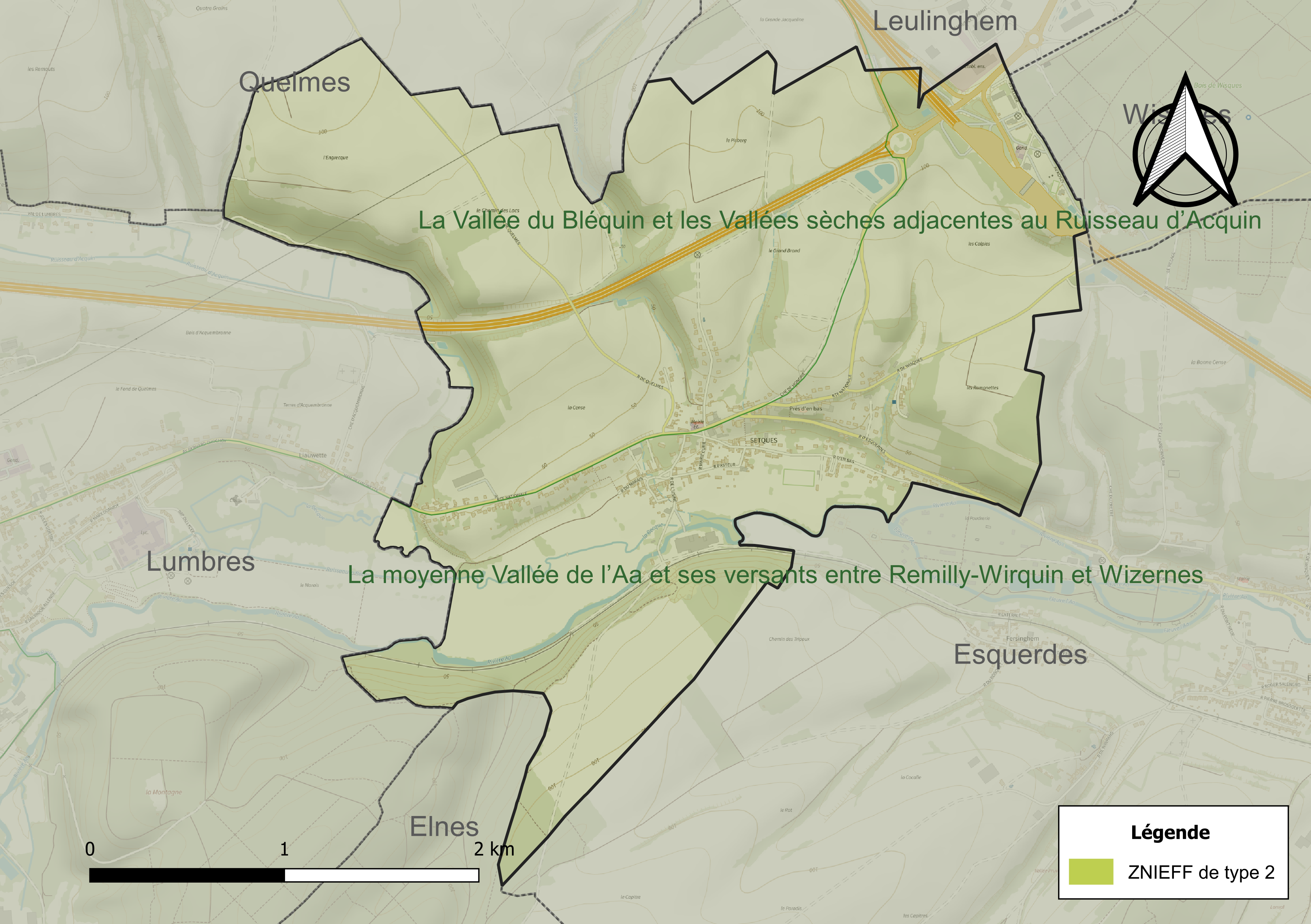
Carte des ZNIEFF de type 2 sur la commune.

#### Sites Natura 2000
Le réseau Natura 2000 est un réseau écologique européen de sites naturels d’intérêt écologique élaboré à partir des directives « habitats » et « oiseaux ». Ce réseau est constitué de zones spéciales de conservation (ZSC) et de zones de protection spéciale (ZPS). Dans les zones de ce réseau, les États Membres s'engagent à maintenir dans un état de conservation favorable les types d'habitats et d'espèces concernés, par le biais de mesures réglementaires, administratives ou contractuelles.
Sur la commune, deux sites Natura 2000 de type B sont définis en site d'importance communautaire (SIC) : 
- les pelouses, bois acides à neutrocalcicoles, landes nord-atlantiques du plateau d'Helfaut et le système alluvial de la moyenne vallée de l'Aa d'une superficie de 389 hectares et répartis sur 14 communes[18] ;
- le coteau de la montagne d'Acquin et pelouses du val de Lumbres, d’une superficie de 68 hectares et d'une altitude variant de 50  à   180 mètres[19].

## Urbanisme

### Typologie
Au 1er janvier 2024, Setques est catégorisée ceinture urbaine, selon la nouvelle grille communale de densité à sept niveaux définie par l'Insee en 2022.
Elle appartient à l'unité urbaine de Lumbres, une agglomération intra-départementale regroupant huit  communes, dont elle est une commune de la banlieue,,. Par ailleurs la commune fait partie de l'aire d'attraction de Saint-Omer, dont elle est une commune de la couronne,. Cette aire, qui regroupe 79 communes, est catégorisée dans les aires de 50 000 à moins de 200 000 habitants,.

### Occupation des sols
L'occupation des sols de la commune, telle qu'elle ressort de la base de données européenne d’occupation biophysique des sols Corine Land Cover (CLC), est marquée par l'importance des territoires agricoles (78,2 % en 2018), en augmentation par rapport à 1990 (75,3 %). La répartition détaillée en 2018 est la suivante : 
terres arables (60,5 %), zones agricoles hétérogènes (11,5 %), zones urbanisées (10,3 %), prairies (6,2 %), forêts (6,1 %), zones industrielles ou commerciales et réseaux de communication (5,4 %). L'évolution de l’occupation des sols de la commune et de ses infrastructures peut être observée sur les différentes représentations cartographiques du territoire : la carte de Cassini (XVIIIe siècle), la carte d'état-major (1820-1866) et les cartes ou photos aériennes de l'IGN pour la période actuelle (1950 à aujourd'hui).

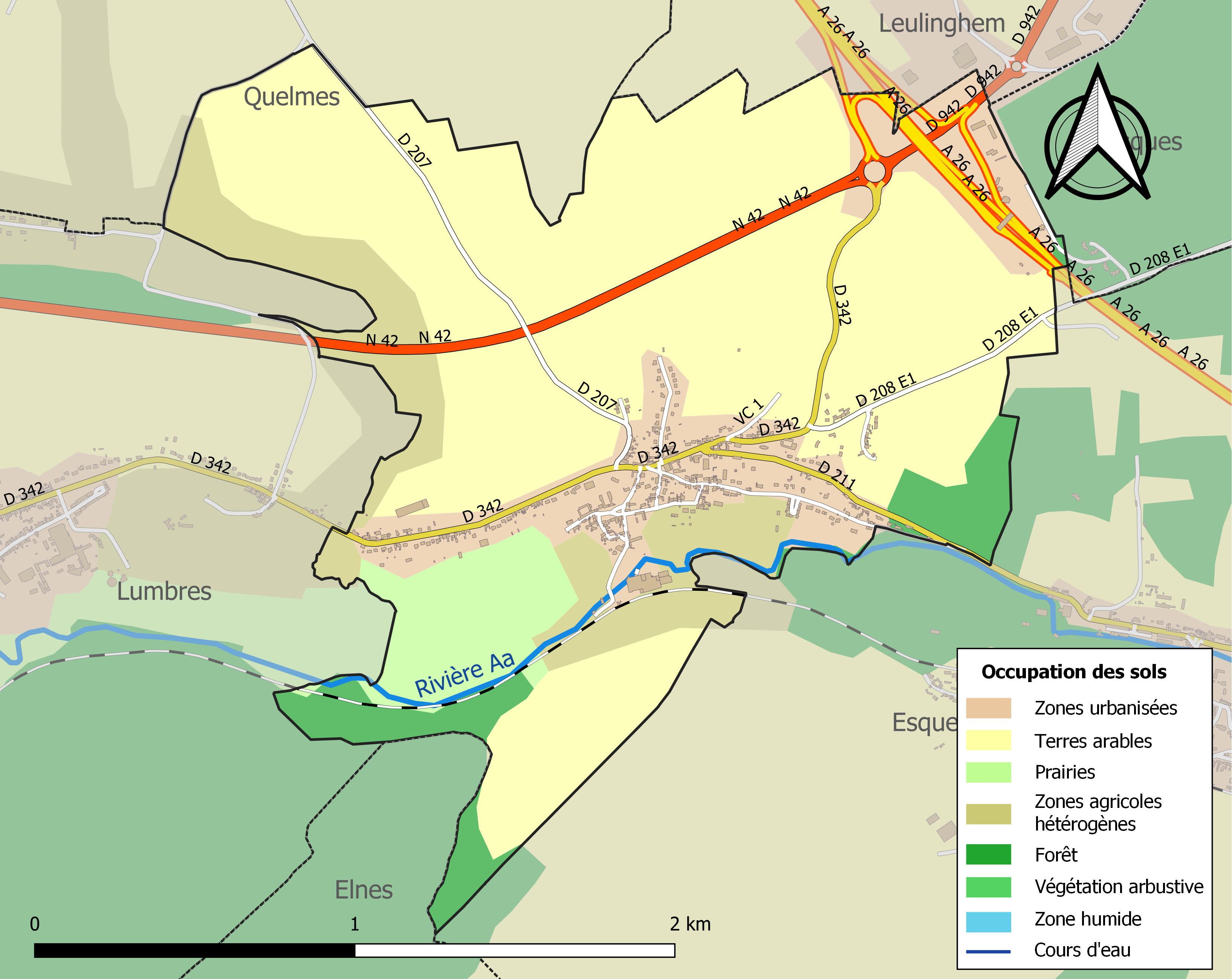
Carte des infrastructures et de l'occupation des sols de la commune en 2018 (CLC).

### Voies de communication et transports
La commune est desservie par la sortie no 3 de l'autoroute A26 Calais-Reims-Troyes aussi appelée l'autoroute des Anglais.

### Risques naturels et technologiques

#### Risque inondation
À la suite du passage des tempêtes Ciarán, Domingos et Elisa et des inondations et coulées de boue qui se sont produites, la commune est reconnue, par arrêté du 14 novembre 2023, en état de catastrophe naturelle pour inondations et coulées de boue sur la période du 2 au 12 novembre 2023, comme 179 autres communes du département.

## Toponymie
Le nom de la localité est attesté sous les formes Sethiacus (723), Setliacus (867), Sethece (1139), Sekeke et Secheke (1139), Seuteke (1145), Settekes (1175), Setheka (1214), Setke (1300), Zetteke (1338), Seteque (1365), Setque (1404), Zette (1407), Secque, Seetke et Septe (1559), Selques (1793).
Viendrait de l'anthroponyme romain Sextus suivi du suffixe -acum (remplacé par -aca) « domaine (de) », donnant « le domaine de Sextus », auquel fut ajouté à partir du XIIe siècle un -s adventice.
Zetteke en flamand.

## Histoire
En 1145, Eustache, fils de Ledbert de Quelmes, donne à l'abbaye de Saint-Bertin, dix mesures de terre (environ 4,5 hectares) situées à Sentèke (Setques).

## Politique et administration

### Découpage territorial
La commune se trouve dans l'arrondissement de Saint-Omer du département du Pas-de-Calais.

#### Commune et intercommunalités
La commune est membre de la communauté de communes du Pays de Lumbres.

#### Circonscriptions administratives
La commune est rattachée au canton de Lumbres.

#### Circonscriptions électorales
Pour l'élection des députés, la commune fait partie de la sixième circonscription du Pas-de-Calais.

### Élections municipales et communautaires

#### Liste des maires
| Période                                  | Période                    | Identité         | Étiquette | Qualité                                                                        |
| ---------------------------------------- | -------------------------- | ---------------- | --------- | ------------------------------------------------------------------------------ |
| Les données manquantes sont à compléter. |                            |                  |           |                                                                                |
| 1991                                     | En cours (au 7 avril 2022) | Sylvain Lefebvre |           | Ancien ouvrier Réélu pour le mandat 2014-2020, Réélu pour le mandat 2020-2026, |

## Population et société

### Démographie

#### Évolution démographique
L'évolution du nombre d'habitants est connue à travers les recensements de la population effectués dans la commune depuis 1793. Pour les communes de moins de 10 000 habitants, une enquête de recensement portant sur toute la population est réalisée tous les cinq ans, les populations de référence des années intermédiaires étant quant à elles estimées par interpolation ou extrapolation. Pour la commune, le premier recensement exhaustif entrant dans le cadre du nouveau dispositif a été réalisé en 2005.

En 2022, la commune comptait 594 habitants, en évolution de −2,3 % par rapport à 2016 (Pas-de-Calais : −0,72 %, France hors Mayotte : +2,11 %).
| 1793 | 1800 | 1806 | 1821 | 1831 | 1836 | 1841 | 1846 | 1851 |
| ---- | ---- | ---- | ---- | ---- | ---- | ---- | ---- | ---- |
| 179  | 178  | 202  | 227  | 248  | 247  | 233  | 259  | 294  |

| 1856 | 1861 | 1866 | 1872 | 1876 | 1881 | 1886 | 1891 | 1896 |
| ---- | ---- | ---- | ---- | ---- | ---- | ---- | ---- | ---- |
| 274  | 269  | 267  | 305  | 313  | 306  | 351  | 369  | 348  |

| 1901 | 1906 | 1911 | 1921 | 1926 | 1931 | 1936 | 1946 | 1954 |
| ---- | ---- | ---- | ---- | ---- | ---- | ---- | ---- | ---- |
| 367  | 363  | 408  | 407  | 431  | 424  | 463  | 519  | 501  |

| 1962 | 1968 | 1975 | 1982 | 1990 | 1999 | 2005 | 2006 | 2010 |
| ---- | ---- | ---- | ---- | ---- | ---- | ---- | ---- | ---- |
| 544  | 547  | 502  | 538  | 627  | 627  | 618  | 621  | 644  |

| 2015 | 2020 | 2022 | - | - | - | - | - | - |
| ---- | ---- | ---- | - | - | - | - | - | - |
| 608  | 589  | 594  | - | - | - | - | - | - |

#### Pyramide des âges
En 2018, le taux de personnes d'un âge inférieur à 30 ans s'élève à 36,2 %, soit en dessous de la moyenne départementale (36,7 %). De même, le taux de personnes d'âge supérieur à 60 ans est de 24,4 % la même année, alors qu'il est de 24,9 % au niveau départemental.
En 2018, la commune comptait 305 hommes pour 297 femmes, soit un taux de 50,66 % d'hommes, largement supérieur au taux départemental (48,50 %).
Les pyramides des âges de la commune et du département s'établissent comme suit.
| Hommes | Classe d’âge | Femmes |
| ------ | ------------ | ------ |
| 0,7    | 90 ou +      | 1,4    |
| 2,7    | 75-89 ans    | 4,1    |
| 20,1   | 60-74 ans    | 19,9   |
| 21,5   | 45-59 ans    | 20,6   |
| 17,1   | 30-44 ans    | 19,6   |
| 17,8   | 15-29 ans    | 16,2   |
| 20,1   | 0-14 ans     | 18,2   |

| Hommes | Classe d’âge | Femmes |
| ------ | ------------ | ------ |
| 0,5    | 90 ou +      | 1,6    |
| 5,6    | 75-89 ans    | 8,9    |
| 16,7   | 60-74 ans    | 18,1   |
| 20,2   | 45-59 ans    | 19,2   |
| 18,9   | 30-44 ans    | 18,1   |
| 18,2   | 15-29 ans    | 16,2   |
| 19,9   | 0-14 ans     | 17,9   |

### Manifestations culturelles et festivités
En saison, de mai à septembre, la commune est desservie par le Chemin de fer touristique de la vallée de l'Aa (CFTVA). Il circule sur les quinze kilomètres de voie ferrée, entre Arques et Lumbres, durant lesquels un bénévole anime et commente le parcours.

## Culture locale et patrimoine

### Lieux et monuments

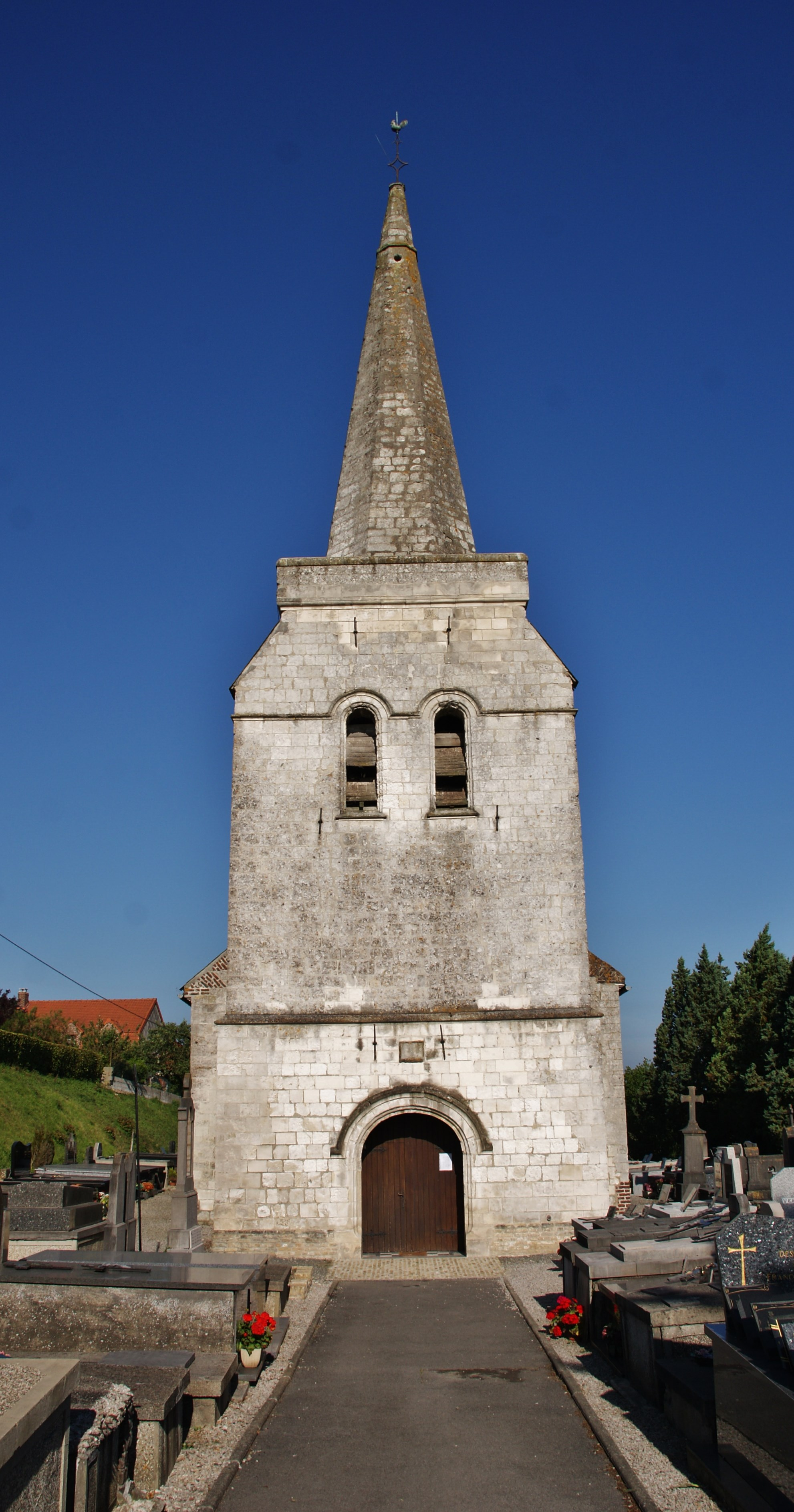
L'église.

L'église Saint-Omer.

### Héraldique
| Blason de Setques | Blason  | De sinople aux trois pommes de pin renversées d'or. |
| Blason de Setques | Détails | Le statut officiel du blason reste à déterminer.    |

## Pour approfondir